# Charles Finney

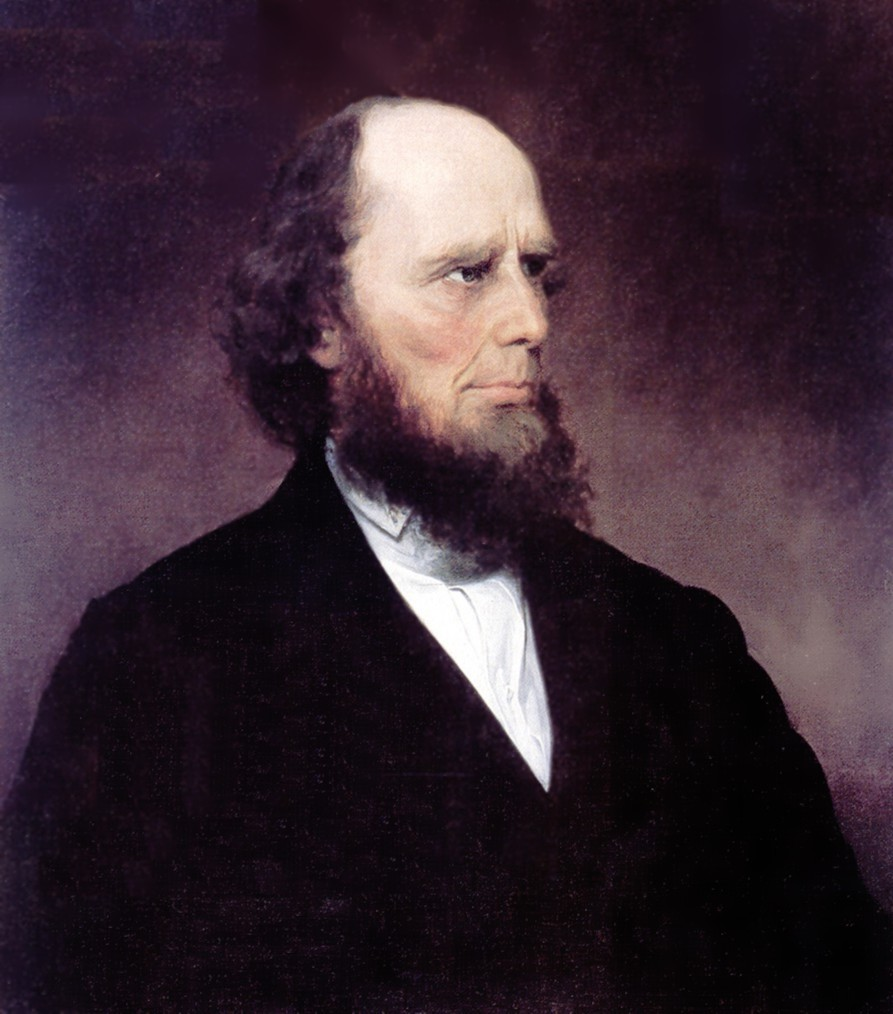
Charles Finney

Charles Grandison Finney (Warren (Connecticut), 29 augustus 1792 – Oberlin (Ohio), 16 augustus 1875) was een Amerikaanse, presbyteriaanse predikant die uitgroeide tot een van de bekendste gezichten van de Second Great Awakening.
Finney staat ook bekend vanwege de vernieuwingen die hij invoerde bij het preken en tijdens religieuze bijeenkomsten. Zo stond hij toe dat vrouwen in openbare, gemengde, bijeenkomsten baden. Een andere vernieuwing was een speciale ontmoetingsplek, in de dienst, waar mensen die christen wilden worden heen konden komen voor gebed.
Hij werd geboren als de jongste in een gezin van vijftien kinderen. Na zijn studie werd Finney advocaat, maar hij nam ontslag nadat hij, naar eigen zeggen, de doop met de Heilige Geest had ondergaan. Op zijn 29e ging hij theologie studeren en in 1832 werd hij aangesteld in een kerk in New York. Door zijn opzwepende en directe manier van preken trok Finney duizenden luisteraars, en veel van hen bekeerden zich tot het christelijk geloof. Niet iedereen kon zich vinden in Finneys scherpe toon van preken, zij verlieten dan ook de kerk.
In zijn leven zou Finney drie keer trouwen. In 1824 met Lydua Root Andres, in 1848 met Elizabeth Ford Atkinson en in 1865 met Rebecca Allen Rayl. Reden voor het tot twee keer toe hertrouwen was het overlijden van zijn vorige echtgenote. Al zijn vrouwen steunden en begeleidden Finney tijdens zijn revival-campagnes.
Ook was de predikant betrokken bij de abolitionistische beweging. Vanaf de kansel wees hij regelmatig de slavernij af. In 1835 verhuisde hij naar Ohio om daar professor te worden en van 1851 tot 1866 was hij president van Oberlin College. Zijn school was een van de eerste instituten na de afschaffing van de slavernij die naast blanke mannen ook zwarten en vrouwen toeliet. In augustus 1875 overleed Finney in Oberlin aan een hartkwaal.

## Positiebepaling
In de 19e eeuw ontstonden veel nieuwe religieuze bewegingen, zoals de mormonen, de millenialisten en de zevendedagsadventisten. Een belangrijk verschil tussen Finney en deze groepen is dat hij niet gesloten en exclusivistisch was. (De boodschap van) Finney werd breed geaccepteerd. Een ander verschil is dat hij geen eigen kerk startte en hij claimde niet het leiderschap over andere evangelisten of revivalisten. Veel van de bekeerlingen van Finney kwamen uiteindelijk bij de baptisten of methodisten in de kerk terecht. Toch was Finney niet bang om kritiek te leveren op ambtsbekleders waarmee hij het niet  eens was.

## Theologie
Hoewel Finney een calvinistische achtergrond had, verwierp hij toch de uitverkiezingsleer. Hij vond deze on-Bijbels en in tegenspraak met de noodzaak van evangeliseren en christelijke zending. Hij geloofde in de vrije wil van de mens, die zelf de keuze heeft om voor de verlossing te kiezen. In zijn prediking legde hij sterk de nadruk op het feit dat redding voortkomt uit de keuze van een persoon om zich te bekeren, iets dat niet door God wordt afgedwongen tegen iemands wil in. Redding was door het geloof alleen, de goede werken zijn een bewijs van het geloof. Finney geloofde dat een doop met de heilige geest nodig was om christelijk leven volgens de bijbel te leiden.
Voor zijn bekering tot het christelijk geloof behoorde Finney tot de vrijmetselaars. Daarna zou hij echter uitgroeien tot een fel bestrijder van deze stroming. Hij zag de vrijmetselaars als een bedreiging voor het functioneren van de overheid.

## Heiligingsbeweging
Charles Finney behoort net als bijvoorbeeld John Wesley tot de Heiligingsbeweging. Zij geloven in leven na een wedergeboorte waarin de mensen worden gereinigd van de erfzonde. Daarna kan een mens geïnspireerd door de Heilige Geest en leven overeenkomstig Gods wil leven. Deze beweging begon in de 18e eeuw. De tijd waarin Charles Finney leefde wordt de Second Great Awakening genoemd. Finney benadrukte met name het belang van een doop met de Heilige Geest.
- Biblioteca Nacional de España: XX866108
- Bibliothèque nationale de France: cb13181009r (data)
- Catàleg d'autoritats de noms i títols de Catalunya: 981058509020006706
- CiNii: DA04057826
- Gemeinsame Normdatei: 118533142
- International Standard Name Identifier: 0000 0001 0865 2159
- Library of Congress Control Number: n80006274
- Nationale Bibliotheek van Letland: 000010613
- Bibliotheek van het Japanse parlement: 00439546
- Nationale Bibliotheek van Tsjechië: skuk0002447
- Nationale bibliotheek van Australië: 35602826
- Nationale Bibliotheek van Israël: 987007279139405171
- Nederlandse Thesaurus van Auteursnamen: 07322684X
- LIBRIS: 186896
- Système universitaire de documentation: 029059852
- Trove: 1011024
- Virtual International Authority File: 5071695
- WorldCat: E39PBJk94337DYR7Gky9MMYdcP